# Għ
Għ é uma letra do Alfabeto maltês.

## Etimologia
Continua árabe ع ‎ ( ʕ ) e غ ‎ ( ḡ ) . Os dois fonemas foram fundidos em /ʕ/ em torno de Valetta desde pelo menos o século 18, mas continuaram a ser distinguidos como /ʕ/ e /ɣ~ʁ/ em outros lugares (em alguns dialetos rurais até o final do século 20). Tanto em dialetos de fusão quanto de não fusão, /ʕ/ era fracamente articulado e eventualmente vogalizado, embora no final da palavra após vogais tônicas ele sofresse enfraquecimento para [ħ] .
O símbolo <għ> aparentemente foi usado pela primeira vez em 1859 pelo jornal Il Habib tal Maltin (como uma adaptação do anterior <gh>), embora não tenha sido popularizado até a primeira metade do século XX. 